# Coaldale (comté de Schuylkill, Pennsylvanie)
Pour les articles homonymes, voir Coaldale.
Coaldale est un borough situé au nord-est du comté de Schuylkill, en Pennsylvanie, aux États-Unis,. En 2010, il comptait une population de 2 281 habitants. Il est incorporé le 9 septembre 1865.

## Démographie
Lors du recensement de 2010, le borough comptait une population de 2 281 habitants. Elle est estimée, en 2019, à 2 208 habitants.

### Source de la traduction
- (en) Cet article est partiellement ou en totalité issu de l’article de Wikipédia en anglais intitulé « Coaldale, Schuylkill County, Pennsylvania » (voir la liste des auteurs).